# Parque de la Reserva
El Parque de la Reserva es un espacio público ajardinado ubicado en la urbanización Santa Beatriz, en el distrito de Lima, en ciudad homónima, capital del Perú. De configuración irregular, se ubica entre dos de las principales calles de la ciudad, la vía rápida Paseo de la República y la avenida Arequipa. En él se encuentra el complejo de fuentes de agua conocido como «Circuito Mágico del Agua».

## Historia
En un inicio, el lugar donde se extiende perteneció al Parque de la Exposición. A fines de 1926, se inició su construcción, ordenada por el entonces presidente Augusto B. Leguía. Lo bautizaron como de la Reserva en honor a las tropas reservistas que participaron durante la guerra del Pacífico en la defensa de la ciudad durante las batallas de San Juan y Miraflores. La construcción del parque fue culminada en 1929.
Al norte se ubicaba el Antiguo Estadio Nacional, que fue reemplazado en 1952 por el actual Estadio Nacional. En el lado sudoccidental, se levanta la residencia del embajador de los Estados Unidos. En 1980 el parque fue declarado Ambiente Urbano Monumental, calidad que le fue ratificada en 1986. Por esos años se enrejó todo el perímetro.

## Descripción
Tiene una planta irregular, y se encuentra entre tres de las principales vías que salen del centro de la ciudad hacia el sur: avenida Luis Bedoya Reyes, avenida Petit Thouars y avenida Arequipa.
Tiene una extensión de ocho hectáreas y tiene un estilo neoclásico. Fue diseñado por el arquitecto francés Claude Sahut y contaba con varias esculturas de artistas peruanos.
Uno de los edificios destacables es la Casita andina o Casa Sabogal, diseñada por el pintor José Sabogal.

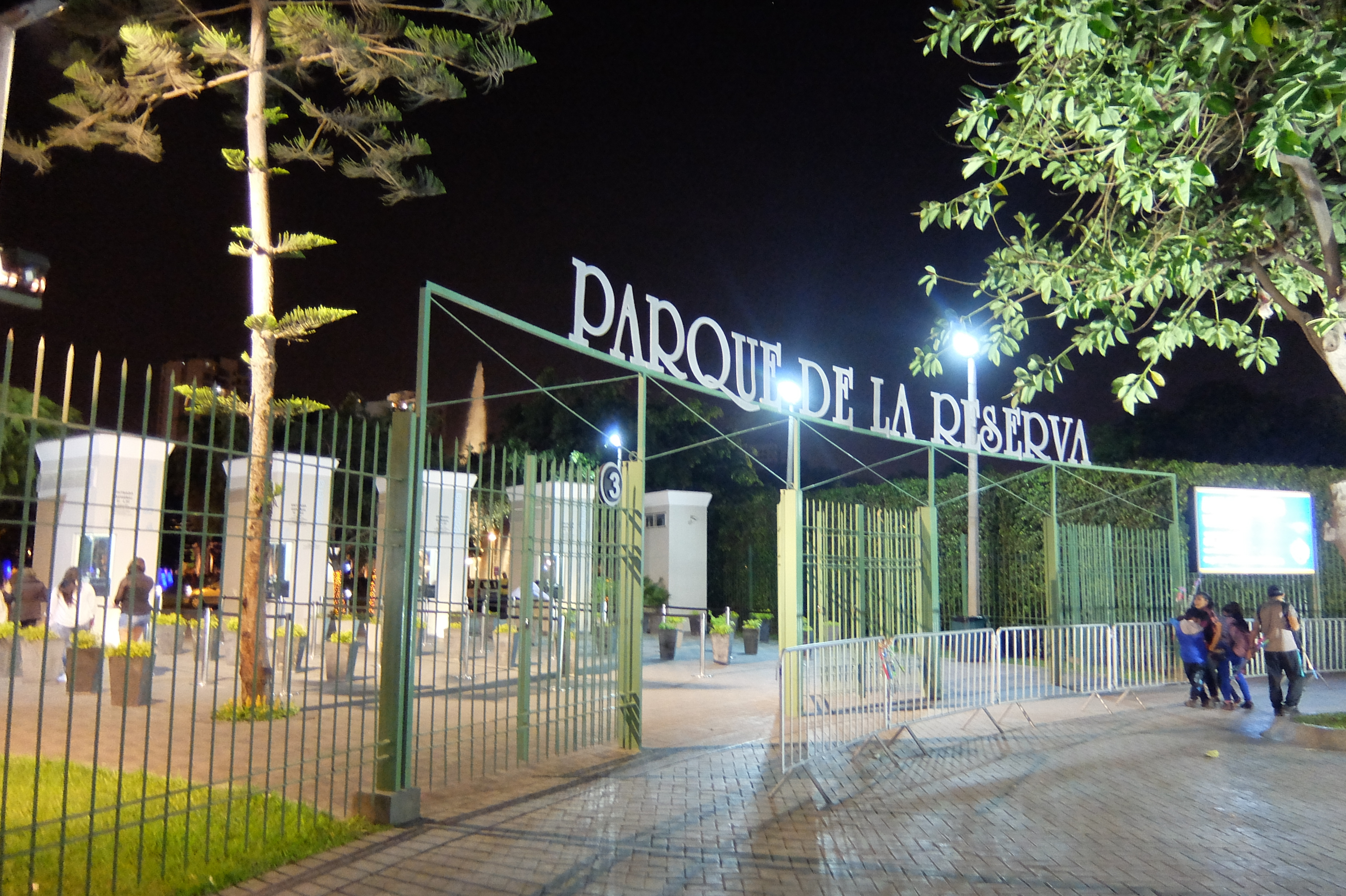
Entrada al Parque de la Reserva
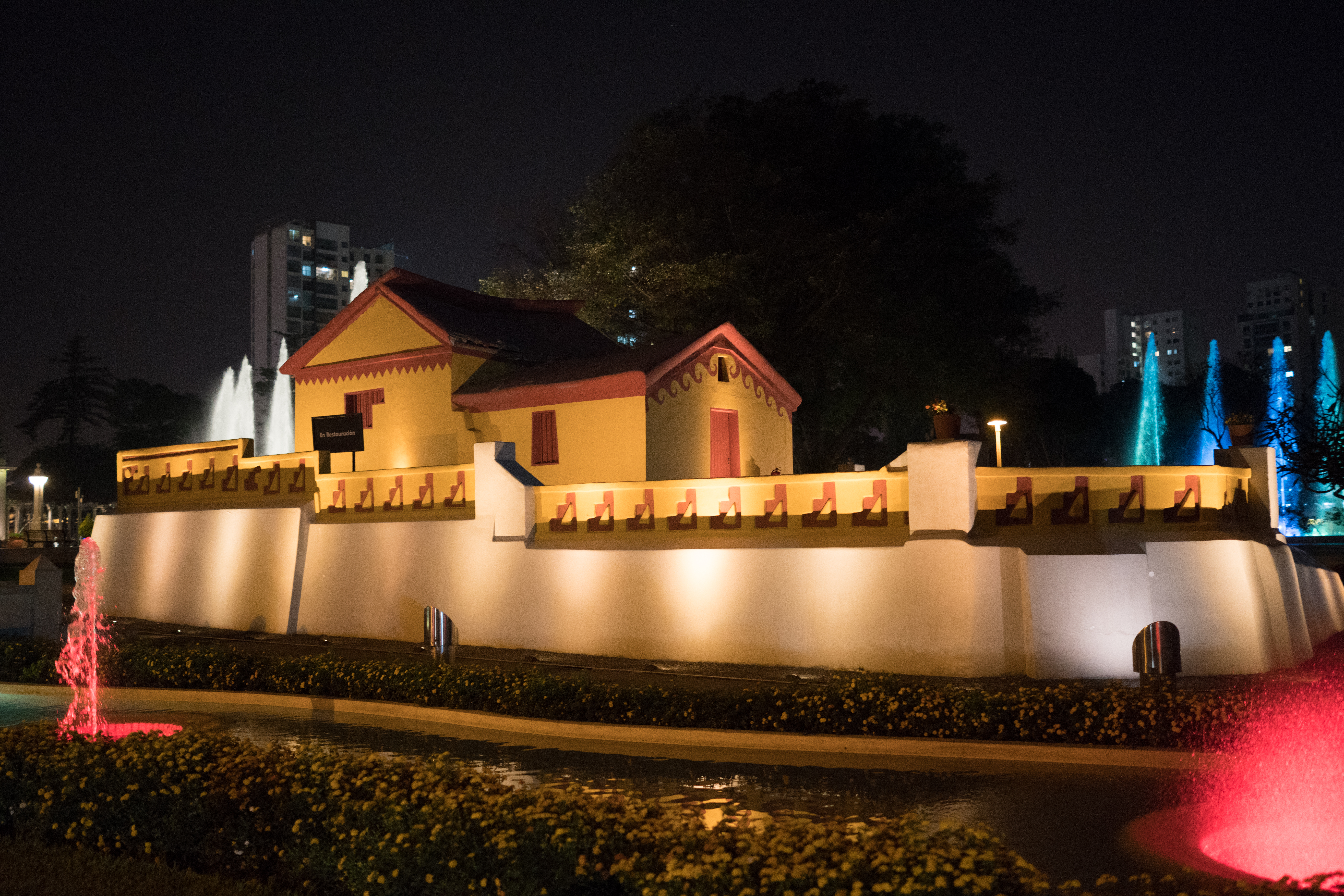
Casa Sabogal
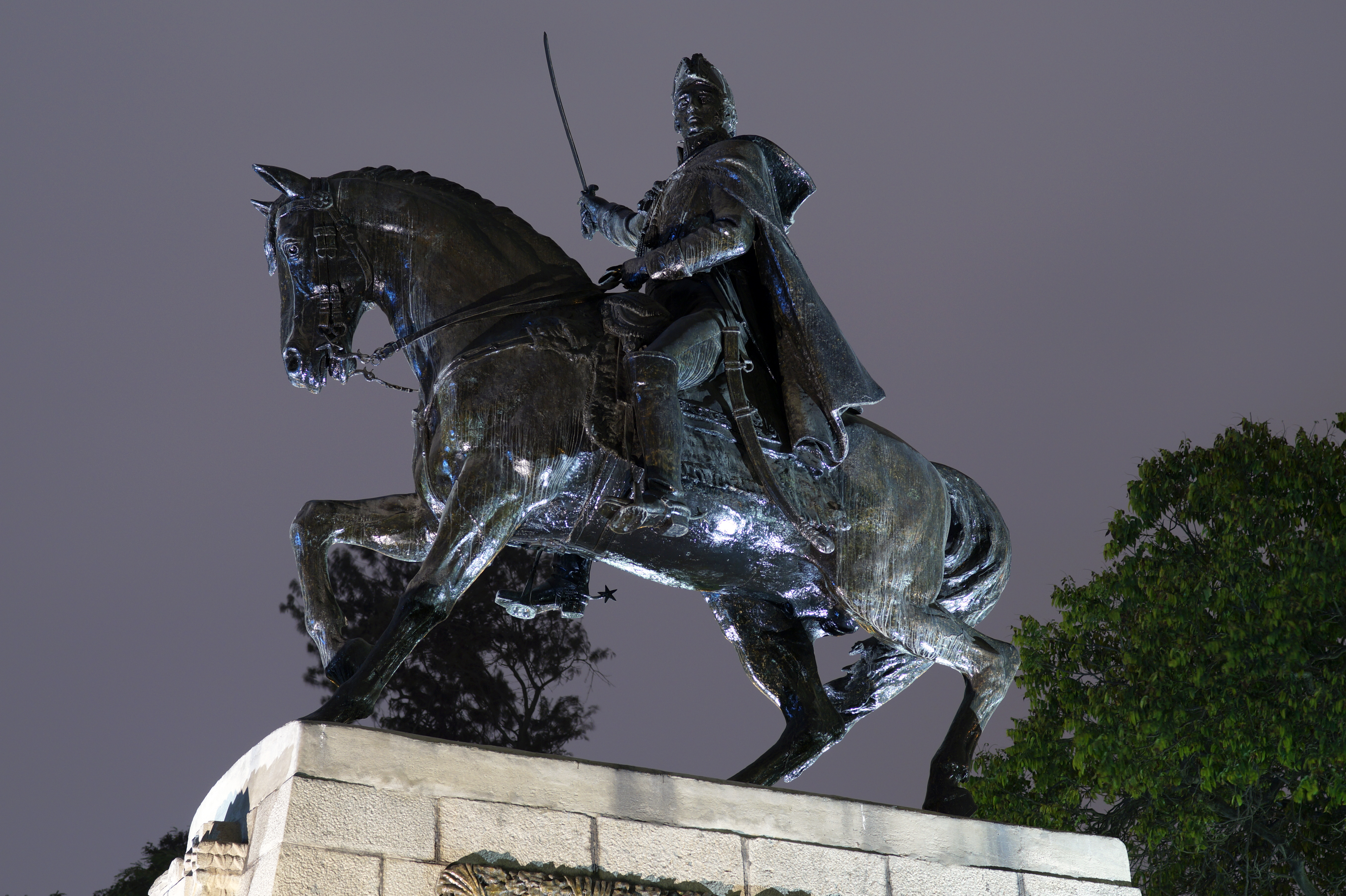
Estatua ecuestre de Antonio José de Sucre
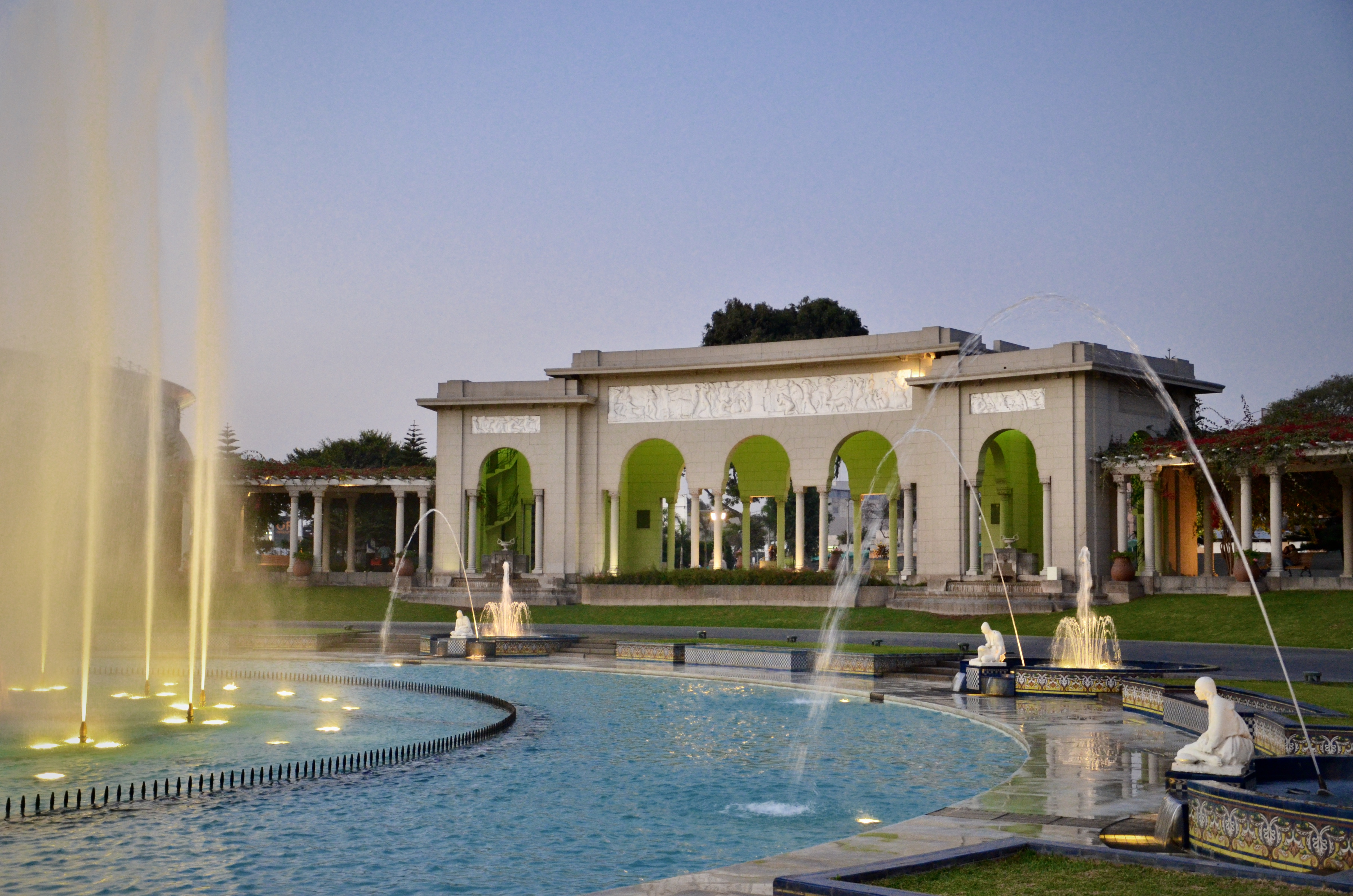
Logia.

## Circuito Mágico del Agua
Luego de varios años de deterioro, el Parque de la Reserva fue refaccionado y reabierto en octubre de 2000. En 2006, durante la gestión municipal del alcalde de Lima Luis Castañeda Lossio, se construyó en el parque un complejo de trece fuentes de agua conocido como «Circuito Mágico del Agua» que se inauguró el 26 de julio de 2007. El proyecto, que contó el diseño de Flor de María Valladolid, fue inicialmente criticado por sus costos (13 000 000 USD) y diseño, y que constituía una renovación completa de un parque de importancia histórica. Además, otros objetaron el cobro de tarifas de entrada a un lugar público (S/.4.00 para las edades de 5 años) y superior al de enero de 2011. Las ganancias de esta tarifa de entrada se utilizaron una vez para renovar el Teatro Municipal de Lima, que desde entonces ha sido reabierto. El 1 de marzo de 2008, la gira recibió su visitante número dos millones.
El circuito cuenta con trece fuentes controladas por ordenador, todas estas presentan una conjunción de música, luz, color e imágenes. Posee el Récord Guinness por ser el complejo de fuentes más grande del mundo en un parque público.
La fuente más grande del Parque de la Reserva, denominada "Fuente Mágica" contiene un chorro que empuja el agua a una altura de más de 80 m. Otros atractivos son el "Túnel de la Fuente de las Sorpresas", un túnel de agua de 35 m de recorrido; la "Fuente de los Niños", una fuente automatizada con acceso directo; y un túnel que conecta las dos secciones del parque que contiene una exposición que destaca proyectos recientes de obras públicas en Lima. "La Fuente de la Fantasía", sede de un espectáculo de imágenes y láser programado regularmente, tiene 120 m de longitud y contiene chorros que están sincronizados con la música.

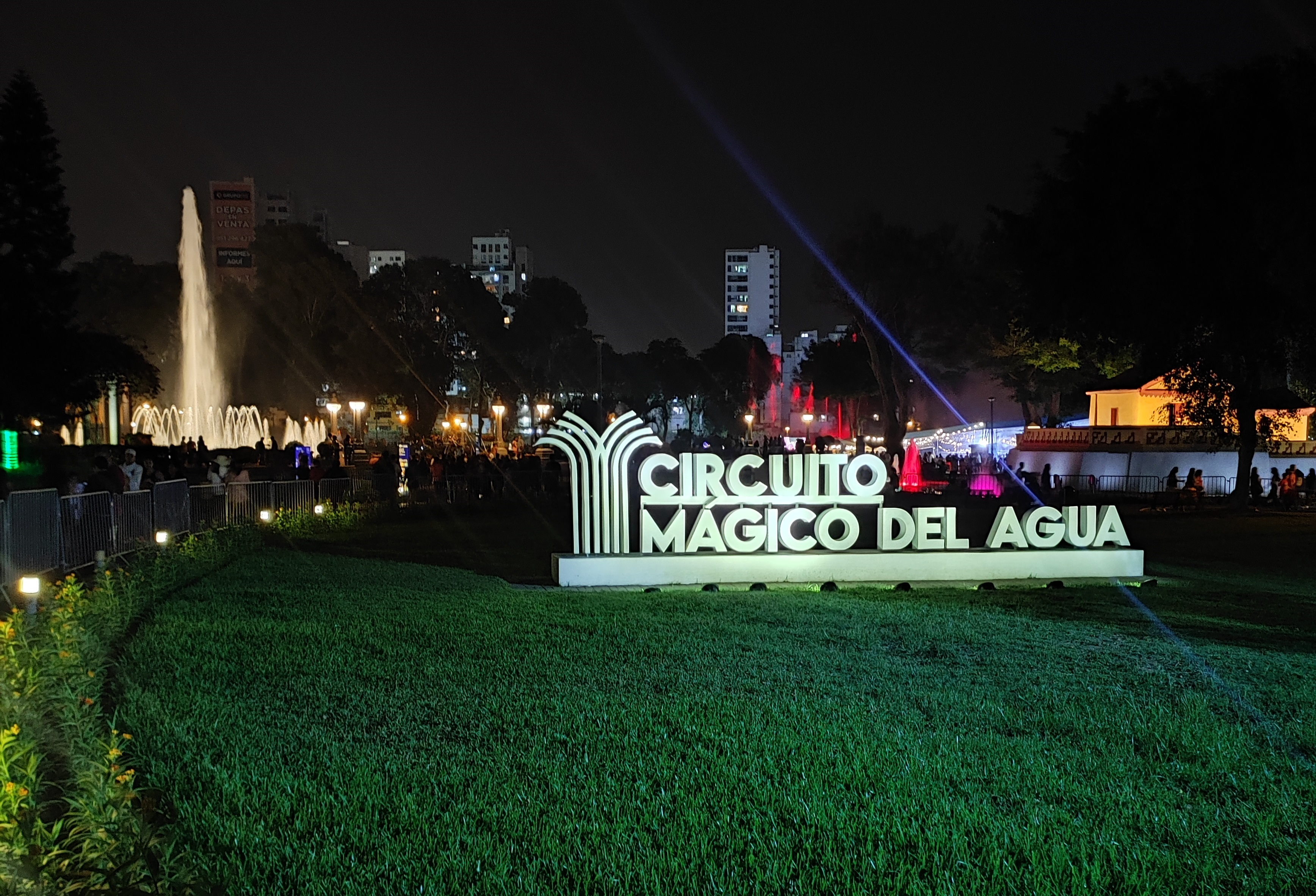
Entrada al «Circuito Mágico del Agua»
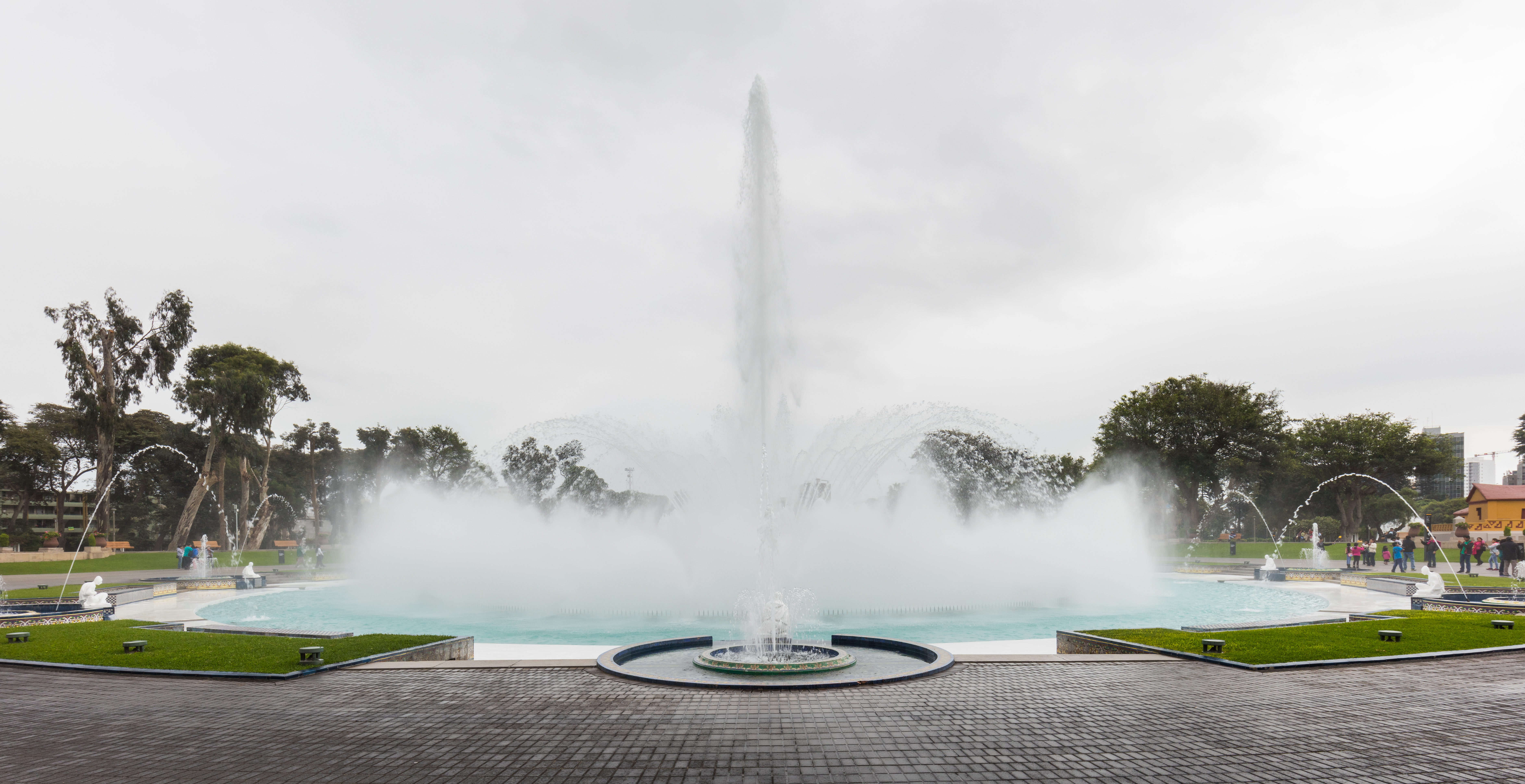
Vista de una fuente
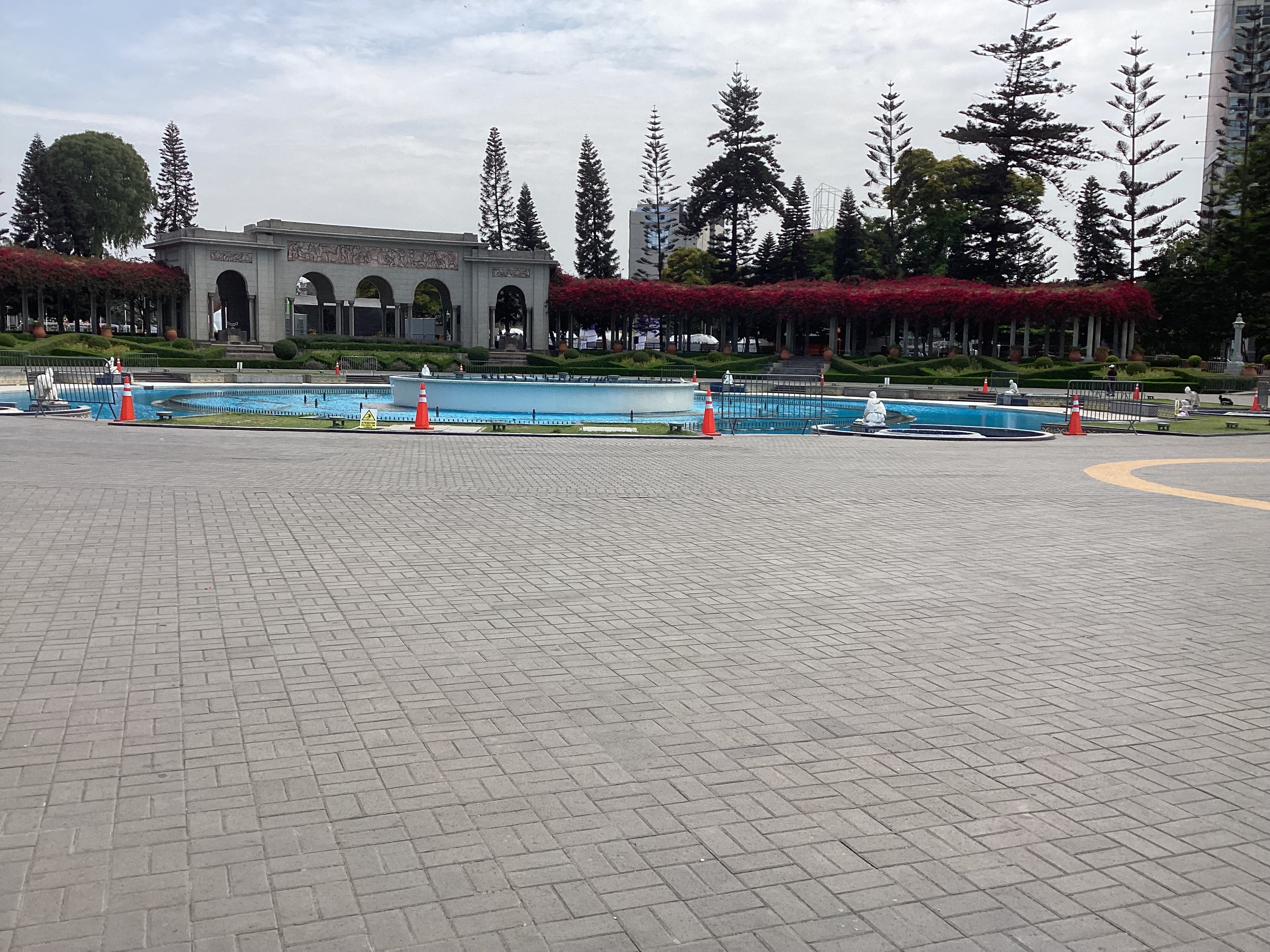
La misma fuente que la anterior pero sin agua
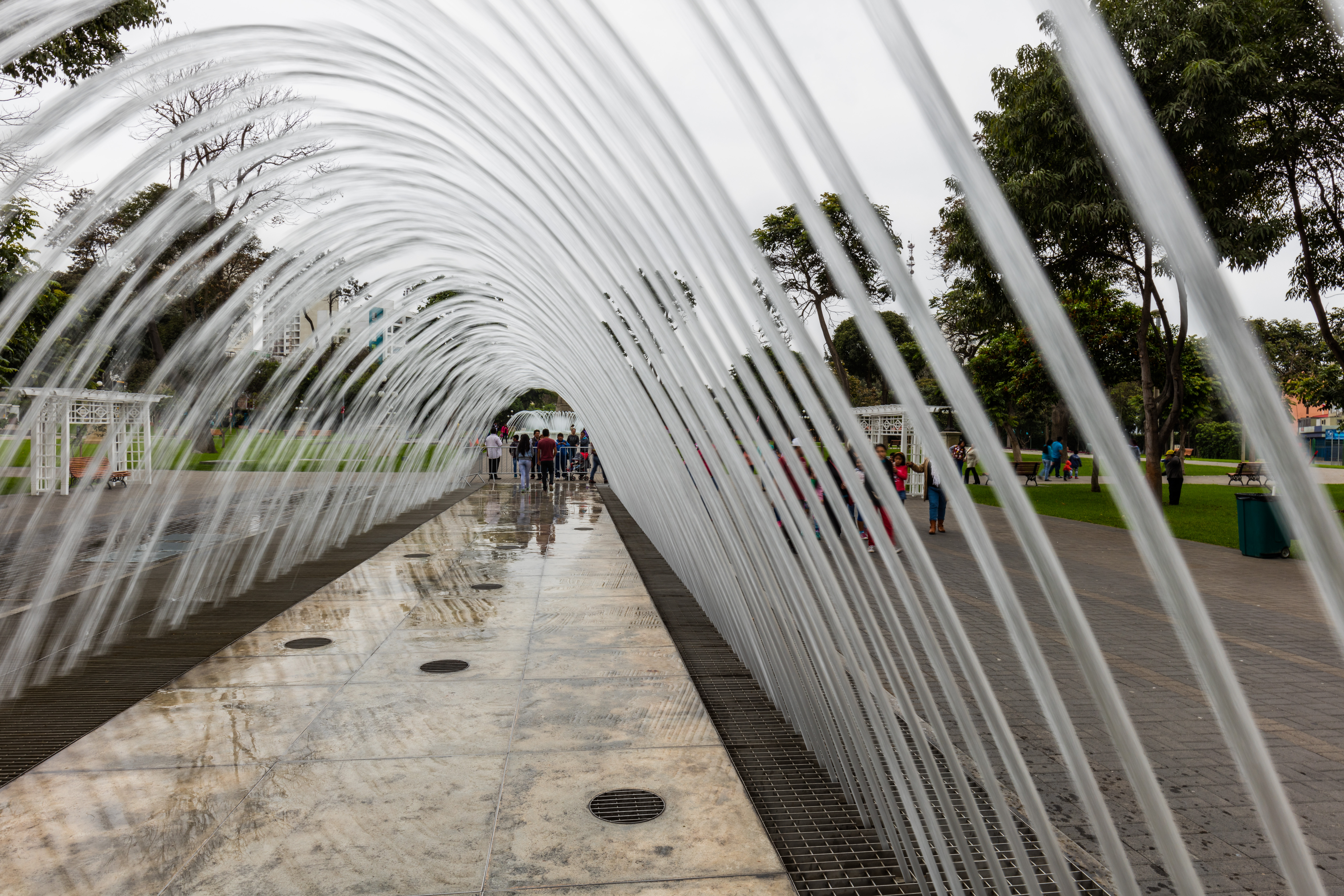
Arco de chorros de agua

## Mariposario
El Mariposario, ubicado en la zona de Tangüis, se inauguró este viernes 10 de noviembre a las 7:00 p.m. de la noche, y contó con la asistencia del alcalde metropolitano de Lima, Rafael López Aliaga, la gerente general de Emilima S.A., Claudia Ruiz y otras autoridades de la Municipalidad de Lima; quienes dieron por aperturado este nuevo atractivo turístico dentro del Circuito Mágico del Agua.
El mariposario tiene un diseño en forma de domo, con jardines y flores que permite la interacción con las mariposas, disfrutando de la belleza y magia de su vuelo. Además, el nuevo ambiente tiene como objetivo aumentar la propuesta recreativa y de aprendizaje, brindándole al público un espacio de interacción que permita conocer la riqueza de la fauna nacional, en armonía con el espacio urbano monumental.
Comprometidos con su conservación el recinto contará con un sistema de calefacción para las épocas de baja temperatura, recreando el ambiente natural de las mariposas.
(Advertencia) No todas las especies siempre están, antes había la especie de mariposa Phoebis sennae como ejemplo, pero casi ya no hay.
También solo se puede pagar en efectivo con el Sol peruano.

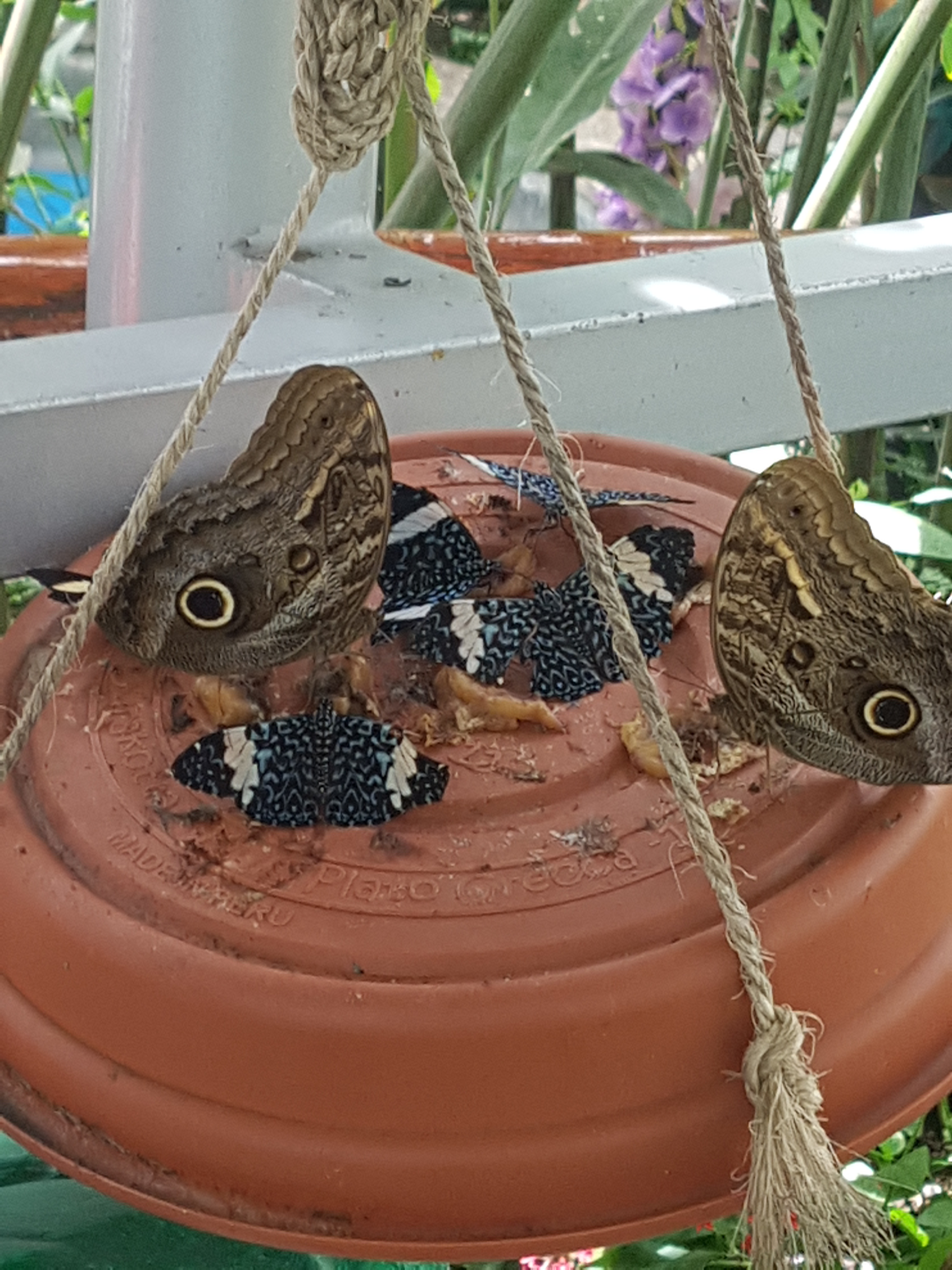
Hamadryas amphinome y Caligo memnon
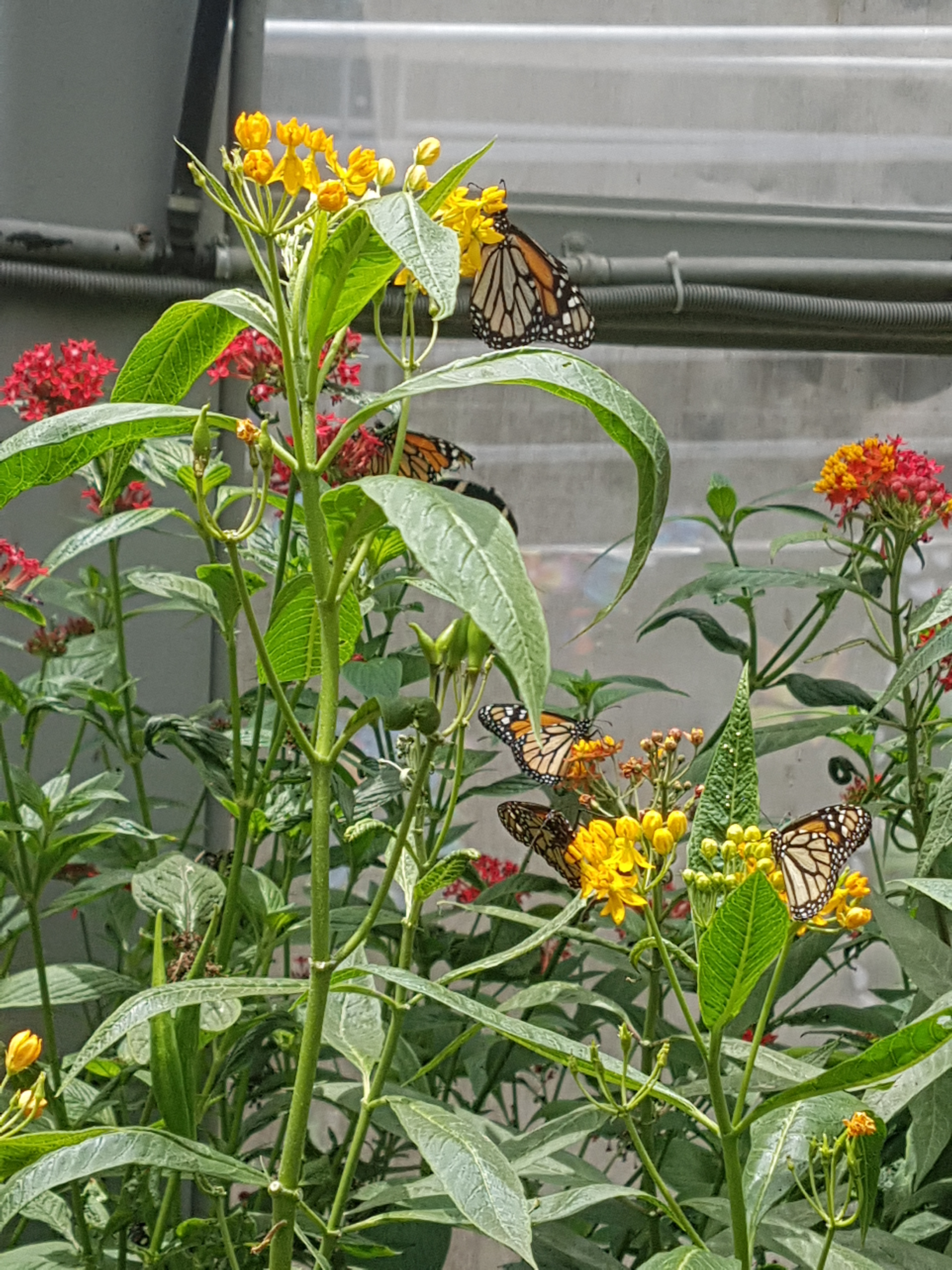
Danaus plexippus
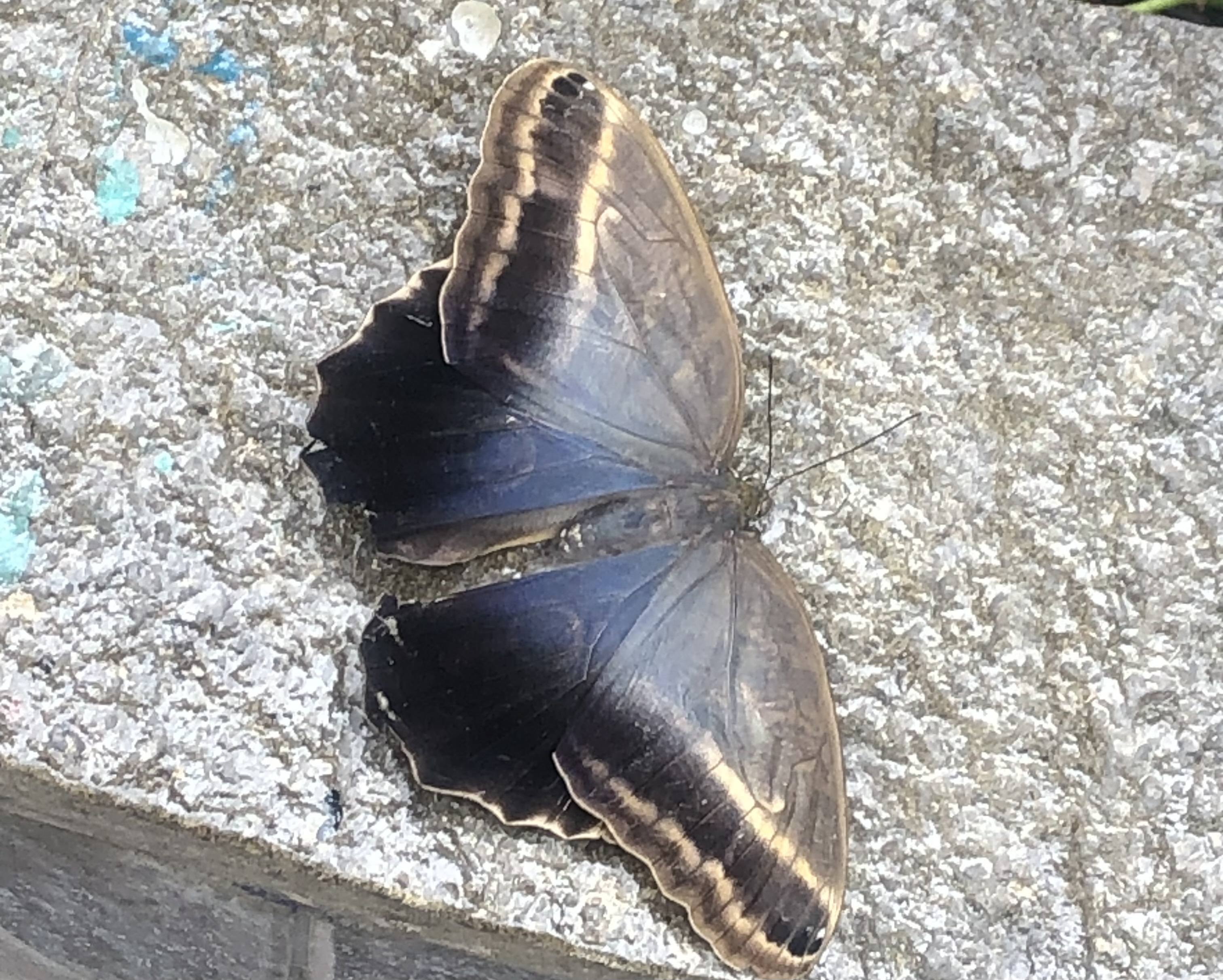
Caligo memnon
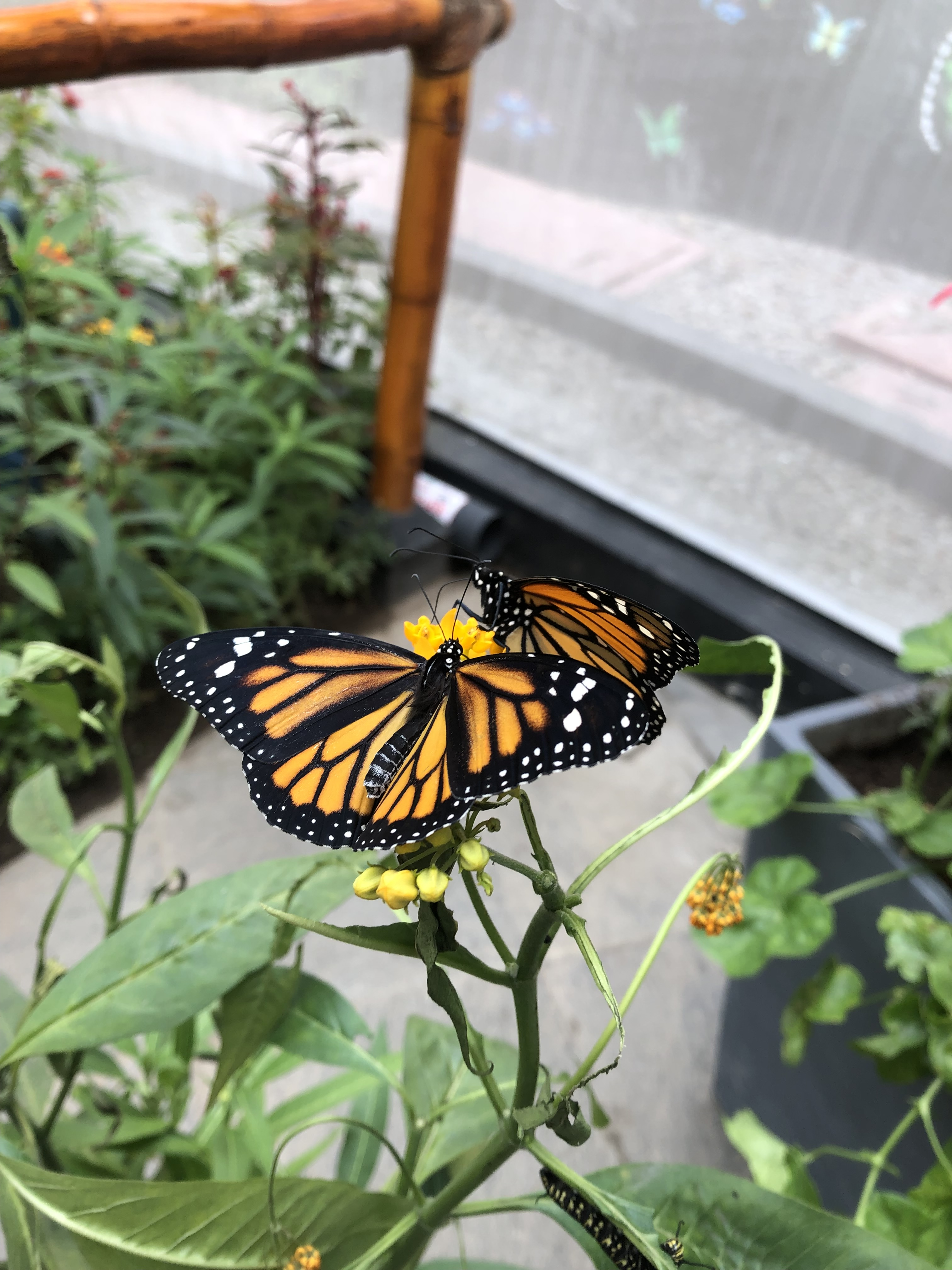
Danaus plexippus
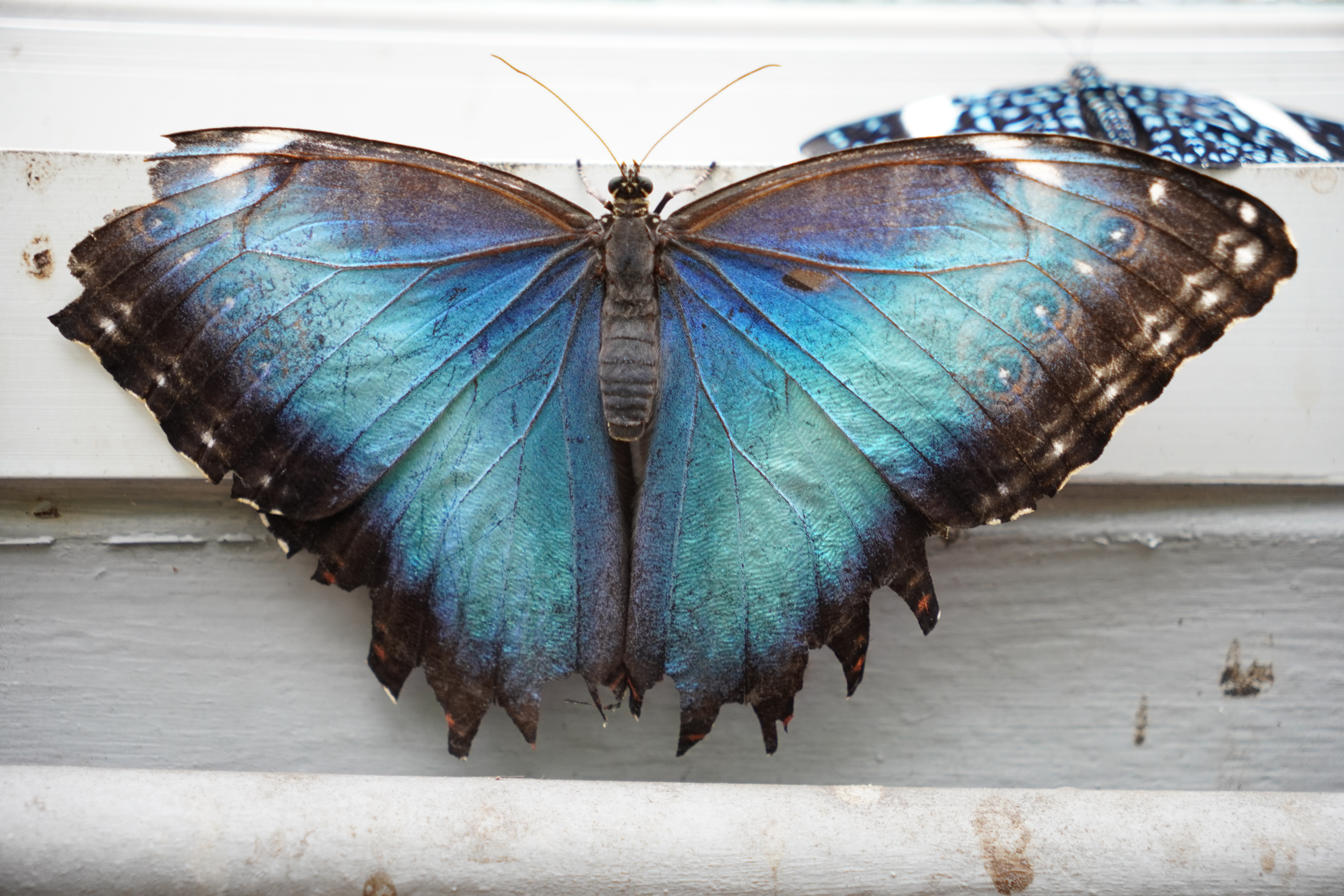
Morpho peleides y Hamdryas amphinome
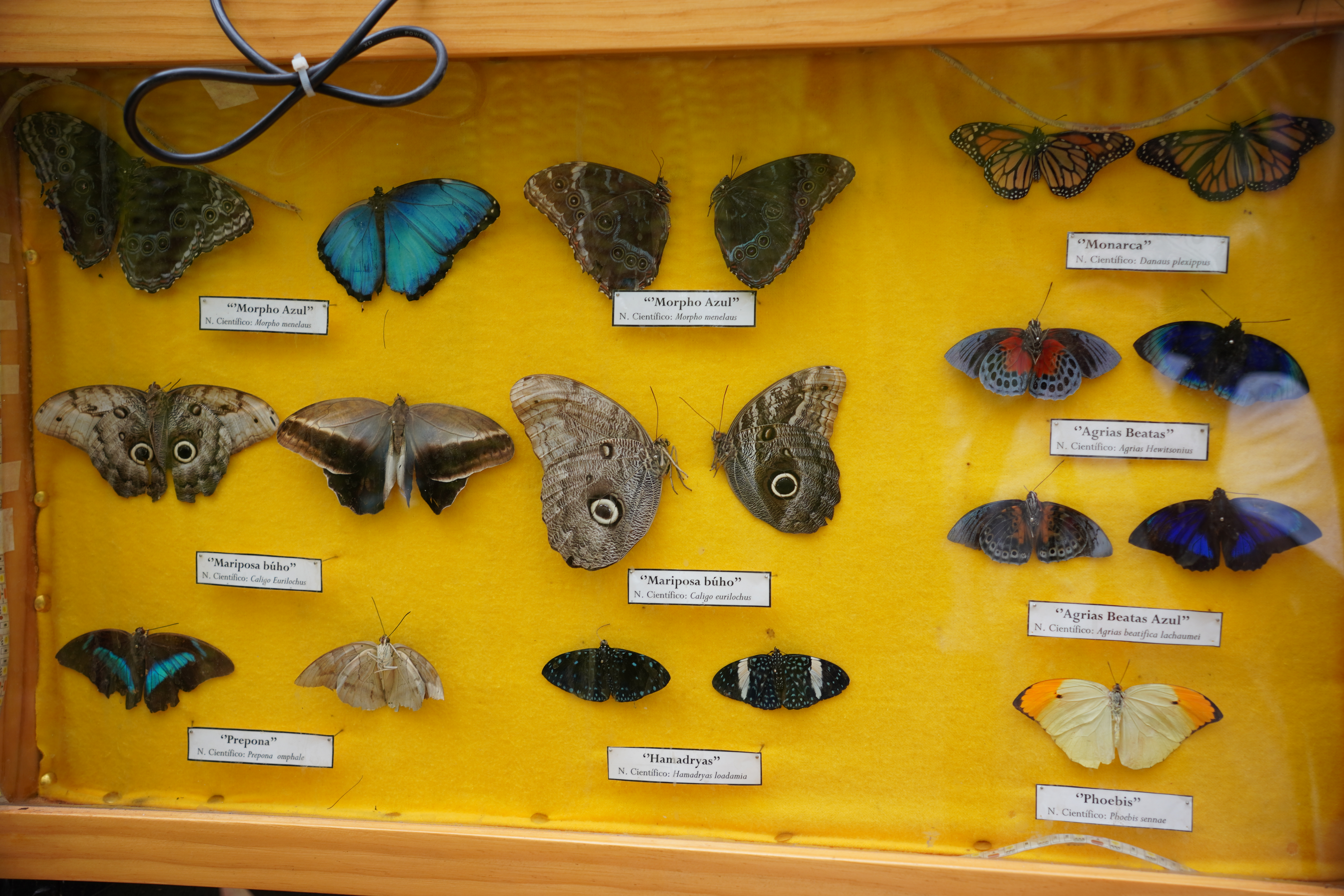
Cuadro informativo